# Pastor Maldonado
Pastor Rafael Maldonado Motta (Maracay, Venezuela, 10. ožujka 1985.) je bivši venezuelanski vozač Formule 1. Prije nego što je 2011. debitirao u Formuli 1, Maldonado je godinu prije osvojio GP2 prvenstvo. Osvojivši 2012. Veliku nagradu Španjolske, Pastor Maldonado je postao prvi Venezuelanac koji je pobijedio u F1 utrci.

## Karijera

### Formula Renault
Maldonado je prva iskustva u utrkama formula stekao u Italiji 2003. Tamo se natjecao u talijanskom Formula Renault prvenstvu te je bio sedmi u vozačkom poretku. Jednu prvenstvenu utrku odvozio je i u njemačkom Formala Renault prvenstvu u Oscherslebenu.
2004. Maldonado se paralelno natjecao u talijanskom i europskom Formula Renault prvenstvu. Osvojio je talijanski naslov s osam pobjeda i šest pole position pozicija. Na europskom nivou bio je osmi u ukupnom poretku te je slavio u dvije utrke. Tijekom te godine, Pastor se natjecao u danas ukinutom Formula Renault V6 eurokupu na belgijskoj stazi Spa-Francorchamps gdje je završio utrku kao peti.
U studenom 2004. vozač je dobio priliku testirati bolid F1 momčadi Minardi u talijanskom Misanu. Tadašnji vlasnik momčadi, Giancarlo Minardi je bio nazočan na testu te je pohvalio Maldonada.

### Talijanska Formula 3000
2005. godine Pastor Maldonado je napredovao iz Formule Renault u Formulu 3000 gdje je nastupio za momčad Sighinolfi Auto Racing u četiri utrke. Jedna pobjeda bila mu je dovoljna da završi kao deveti u ukupnom poretku.
Također, vozač je nastupio i u devet utrka španjolske Renault svjetske serije. Tamo je imao suspenziju od četiri utrke zbog opasne vožnje unatoč zastavama upozorenja u Monacu.

### Formula Renault 3.5
2006. Pastor je nastupao u Formula Renault 3.5 prvenstvu vozeći za momčad Draco Racing. S tri pobjede, šest podija i pet pole positiona završio je kao treći u ukupnom poretku vozača.
Međutim, ta sezona je bila obilježena kontroverzom jer je Maldonado mogao osvojiti naslov da nije poništena njegova pobjeda u Misanu zbog tehničkog prekršaja. Draco Racing je podnio žalbu talijanskom Nacionalnom žalbenom sudu za motosport. U konačnici, na ročištu održanom u siječnju 2007., vozač izgubio 15 bodova te je premješten na treće mjesto dok su tako novi prvak i viceprvak za sezonu 2006. postali Alx Danielsson i Borja García.

### GP2 serija
Nastup Maldonada u Formuli Renault 3.5 bili su dovoljni da privuče interes momčadi iz GP2 serije. Nakon uspješne probe krajem 2006., Maldonado je 2007. potpisao za Trident Racing.
Svoju prvu pobjedu ostvario je nakon samo četiri utrke. Ipak, vozač je morao propustiti posljednje četiri utrke sezone zbog loma kostiju tijekom treninga, ostavši tako izvan Top 10 u ukupnom poretku.
2008. vozač prelazi u Piquet Sports. U svojoj drugoj godini u GP2 seriji ostvario je šest podija i pobjedu na utrci u belgijskom Spau. Tada je sa 60 osvojenih bodova bio peti u ukupnom poretku.
Sljedeće sezone vozač je nastupao za ART Grand Prix. Kao dio dogovora, Maldonado je odvozio i tri prvenstvene utrke azijske GP2 serije. Maldonado je često bio u sjeni momčadskog kolege Nice Hülkenberga koji je 2009. osvojio naslov prvaka.
2010. Maldonado je vozio za Rapax Team s kojim je osvojio GP2 prvenstvo te je pobijedio u šest utrka. U posljednjih pet utrka sezone, njih tri nije odvozio do kraja, ali je 87 bodova bilo dovoljno za naslov prvaka.

### Formula 1

#### Williams (2011. – 2013.)
Pred kraj F1 sezone 2010., Maldonada se povezivalo s Williamsom gdje bi zamijenio bivšeg kolegu iz GP2, Nicu Hülkenberga. Pred kraj sezone nastupio je kao test vozač na stazi Yas Marina Circuit u Abu Dhabiju vozeći za Williams i HRT.
15. studenog 2010. Williams je potvrdio da Hülkenberg postaje bivši momčadski vozač dok je 1. prosinca iste godine potvrđeno da je Maldonado postao njegova zamjena. Dovevši Pastora Maldonada u momčad, Williams je ostvario sponzorstvo venezuelanske Vlade kroz nacionalnu naftnu kompaniju Petróleos de Venezuela koja je u državnom vlasništvu.

##### Sezona 2011.
Maldonado je odustao na svojim prvim dvjema utrkama u Australiji i Maleziji. U prvoj zbog problema u prijenosu a u drugoj zbog neupjeha u kvalifikacijama. Na Velikoj nagradi Monaka, Maldonado se sudario s Lewisom Hamiltonom pet krugova do kraja, zbog čega je morao odustati. Međutim, po pravilima FIA-e, jer je odvozio više od 90% utrke, vozač je osvojio 18. mjesto.
Na utrci Velike nagrade Belgije vozač je tijekom vožnje imao incident s Lewisom Hamiltonom što je rezultiralo kaznom od pet mjesta dok je Hamilton samo opomenut. Tada je bio deseti što je u konačnici bilo najbolje osvojeno mjesto te sezone a osvojio je i prvi bod u Formuli 1.
Pastor Maldonado je razočaravajuću sezonu završio na 19. mjestu sa svega jednim bodom i čak šest odustajanja. Ipak, 1. prosinca 2011. Williams F1 je potvrdio da će Maldonado voziti za momčad u sljedećoj sezoni.

##### Sezona 2012.
Williams je u novu sezonu ušao s novim Renaultovim motorima umjesto Coswortha iz prethodnje.
Maldonado je na utrci Velike nagrade Australije razbio bolid u zadnjem krugu nakon borbe s Fernandom Alonsom za peto mjesto. U sljedećoj utrci u Maleziji vozač je morao odustati nakon 54 krugova zbog kvara na motoru. Prve bodove Maldonado je ostvario na utrci u Kini osvojivši osmo mjesto.
U kvalifikacijama za Veliku nagradu Španjolske, vozač je bio drugi u kvalifikacijama. Kasnije je Maldonado unaprijeđen na prvo mjesto jer je Lewis Hamilton kažnjen. U samoj utrci Pastor je vodio cijelo vrijeme te je senzacionalno pobijedio i postao prvi vozač iz Venezuele koji je ostvario pobjedu u Formuli 1. Time je Williams stigao do 114. pobjede u povijesti, ali prve nakon 2003.
Iako je Maldonado u sezoni 2012. imao skoro pa isti broj odustajanja kao i prethodne, u njoj je uslijedio ogroman pomak u odnosu na 2011. Tada je osvojio svega jedan bod na VN Belgije dok je 2012. ubilježio prvu pobjedu karijere te skupio ukupno 45 bodova.

##### Sezona 2013.
Vozač je novu sezonu započeo s finskim početnikom Valtterijem Bottasom i boljom šasijom FW35. Međutim, sezonu je završio s jednim osvojenim bodom te 18. mjestom na tablici. Također, optužio je svoju bivšu momčad za sabotažu na VN SAD-a.

#### Lotus F1 (2014. – 2015.)
29. studenog 2013. Pastor Maldonado je prešao u Lotus F1 postavši tako momčadski kolega Romainu Grosjeanu za sljedeću sezonu.

## Privatni život
Maldonado se smatra socijalistom te je bio prijatelj pokojnom venezuelanskom predsjedniku Hugu Chávezu. Na njegovom pogrebu bio je jedan od članova počasne straže. Nakon smrti venezuelanskog lidera, postavljalo se pitanje hoće li Maldonado ostati bez financijske pomoći jer je državna kompanija PDVSA izdvajala 45 milijuna dolara godišnje za vozača.

## Trkački rezultati
(legenda) (Utrke označene debelim slovima označuju najbolju startnu poziciju) (Utrke označene kosim slovima označuju najbrži krug utrke)

### GP2 serija
| Godina | Momčad         | 1.               | 2.        | 3.        | 4.        | 5.    | 6.        | 7.    | 8.    | 9.        | 10.   | 11.   | 12.       | 13.        | 14.        | 15.   | 16.       | 17.       | 18.       | 19.          | 20.         | 21. | Uk. mjesto | Br. bodova |
| ------ | -------------- | ---------------- | --------- | --------- | --------- | ----- | --------- | ----- | ----- | --------- | ----- | ----- | --------- | ---------- | ---------- | ----- | --------- | --------- | --------- | ------------ | ----------- | --- | ---------- | ---------- |
| 2007.  | Trident Racing | BHR Nije započeo | BHR 16    | ŠPA Odus. | ŠPA 17    | MON 1 | FRA 10    | FRA 8 | VB 7  | VB 2      | NJE 6 | NJE 4 | MAĐ Odus. | MAĐ Odus.  | TUR        | TUR   | ITA       | ITA       | BEL       | BEL          | VAL         | VAL | 11.        | 25         |
| 2008.  | Piquet Sports  | ŠPA 12           | ŠPA Odus. | ŠPA Odus. | ŠPA Odus. | MON 2 | MON Odus. | FRA 3 | FRA 7 | VB Odus.  | VB 15 | NJE 6 | NJE 17    | MAĐ 5      | MAĐ 18     | EUR 2 | EUR Odus. | BEL 3     | BEL 1     | ITA 2        | ITA 4       |     | 5.         | 60         |
| 2009.  | ART Grand Prix | ŠPA 5            | ŠPA 6     | MON 8     | MON 1     | TUR 6 | TUR 5     | UK 7  | UK 1  | NJE Odus. | NJE 9 | MAĐ 4 | MAĐ Odus. | VAL Diskv. | VAL 8      | BEL 4 | BEL Odus. | ITA Odus. | ITA 15    | POR 11       | POR 20      |     | 6.         | 36         |
| 2010.  | Rapax Team     | ŠPA 6            | ŠPA 3     | MON 2     | MON 11    | TUR 1 | TUR 6     | VAL 1 | VAL 4 | VB 1      | VB 4  | NJE 1 | NJE 20    | MAĐ 1      | MAĐ Diskv. | BEL 1 | BEL Odus. | ITA Odus. | ITA Odus. | ABU DHABI 17 | ABU DHABI 9 |     | 1.         | 87         |

### Azijska serija GP2
| Sezona   | Momčad         | 1.  | 2.  | 3.              | 4.          | 5.   | 6.   | 7.  | 8.  | 9.     | 10.    | 11.        | 12.        | Uk. mjesto | Br. bodova |
| -------- | -------------- | --- | --- | --------------- | ----------- | ---- | ---- | --- | --- | ------ | ------ | ---------- | ---------- | ---------- | ---------- |
| 2008./09 | ART Grand Prix | KIN | KIN | ABU DHABI Odus. | ABU DHABI C | BHR1 | BHR1 | KAT | KAT | MALE 7 | MALE 2 | BHR2 Odus. | BHR2 Odus. | 15.        | 7          |

### Potpuni popis rezultata u Formuli 1
| Godina | Momčad           | Šasija        | Motor                  | Gume | 1.        | 2.        | 3.     | 4.        | 5.     | 6.        | 7.        | 8.     | 9.     | 10.    | 11.    | 12.       | 13.    | 14.       | 15.    | 16.       | 17.       | 18.    | 19.       | 20.       | Bodovi | Poredak |
| ------ | ---------------- | ------------- | ---------------------- | ---- | --------- | --------- | ------ | --------- | ------ | --------- | --------- | ------ | ------ | ------ | ------ | --------- | ------ | --------- | ------ | --------- | --------- | ------ | --------- | --------- | ------ | ------- |
| 2011.  | AT&T Williams    | Williams FW33 | Cosworth CA2011 2.4 V8 | P    | AUS Odus. | MAL Odus. | KIN 18 | TUR 17    | ŠPA 15 | MON 18    | KAN Odus. | EUR 18 | VBR 14 | NJE 14 | MAĐ 16 | BEL 10    | ITA 11 | SIN 11    | JAP 14 | KOR Odus. | IND Odus. | ABU 14 | BRA Odus. |           | 1      | 19.     |
| 2012.  | Williams F1 Team | Williams FW34 | Renault RS27-2012 V8   | P    | AUS 13    | MAL 19    | KIN 8  | BHR Odus. | ŠPA 1  | MON Odus. | KAN 13    | EUR 12 | VBR 16 | NJE 15 | MAĐ 13 | BEL Odus. | ITA 11 | SIN Odus. | JAP 8  | KOR 14    | IND 16    | ABU 5  | SAD 9     | BRA Odus. | 45     | 15.     |
| 2013.  | Williams F1 Team | Williams FW35 | Renault RS27-2013 V8   | P    | AUS Odus. | MAL Odus. | KIN 14 | BHR 11    | ŠPA 14 | MON Odus. | KAN 16    | VBR 11 | NJE 15 | MAĐ 10 | BEL 17 | ITA 14    | SIN 11 | KOR 13    | JAP 16 | IND 12    | ABU 11    | SAD 17 | BRA 16    |           | 1      | 18.     |

## Vanjske poveznice
- Službena web stranica Pastora Maldonada  Arhivirana inačica izvorne stranice od 12. travnja 2018. (Wayback Machine)